# Pierce Transit
Pierce Transit, o Pierce County Public Transportation Benefit Area Corporation, es la autoridad de transporte público del condado de Pierce, Washington. Con sede en Lakewood, Washington, fue fundado en 1979. Opera autobuses y  servicios expresos SHUTTLE para personas con discapacidad, y  está conectado con los sistemas adyacentes, incluyendo ferries y trenes.

## Tarifas
| Servicio               | Adulto | Jóvenes | Mayores de edad/Incapacitados |
| ---------------------- | ------ | ------- | ----------------------------- |
| Local                  | $2.00  | $0.75   | $0.75                         |
| Pase todo el día       | $5.00  | $2.50   | $2.50                         |
| Pase mensual           | $72.00 | $27.00  | $27.00                        |
| Pase mensual de verano | N/D    | $27.00  | N/D                           |

## Paradas

### Terminales
- 512 Park and Ride
- 72nd St Transit Center
- 10th and Commerce (Downtown Tacoma)
- Lakewood Transit Center
- Lakewood Sounder Station
- Parkland Transit Center
- South Hill Mall Transit Center
- Tacoma Dome Station
- Tacoma Mall Transit Center
- TCC Transit Center

### Rutas
- 1 6th Ave-Pacific Ave
- 2 S 19th St-Bridgeport Way
- 3 Lakewood-Tacoma
- 4 Lakewood-South Hill Mall
- 10 Pearl St
- 11 Pt Defiance
- 13 N 30th St
- 14 Proctor District
- 16 UPS-TCC
- 28 S 12th St
- 41 Portland Ave
- 42 McKinley Ave
- 45 Yakima Ave
- 48 Sheridan-M St
- 51 Union Ave
- 52 TCC-Tacoma Mall
- 53 University Place
- 54 38th St
- 55 Tacoma Mall-Parkland
- 56 56th St
- 57 Tacoma Mall
- 62 NE Tacoma
- 100 Gig Harbor
- 102 Gig Harbor-Tacoma Express
- 202 72nd St
- 206 Pacific Hwy-Tillicum
- 212 Steilacoom
- 214 Lakewood-Pierce College
- 300 S Tacoma Wy
- 400 Puyallup-Downtown Tacoma
- 402 Meridian
- 409 Puyallup-Sumner
- 425 Puyallup Connector
- 495 South Hill Mall-Puyallup
- 497 Lakeland Hills
- 500 Federal Way
- 501 Milton-Federal Way